# Alianza hispano-austriaca
La alianza hispano-alemana o hispano-austriaco-borgoñona fue una alianza política y militar de larga duración que se mantuvo entre dos entidades políticas complejas: la Monarquía Hispánica y Austria; a las que hay que sumar el antiguo Estado borgoñón, integrado de una manera muy fluida entre ambas. La estrecha relación entre ambas entidades se inició a finales del siglo XV, con los Reyes Católicos y Maximiliano I de Habsburgo. Asentada en alianzas matrimoniales (1496), determinó la concentración de un vasto y complejo conjunto de territorios en la persona de Carlos V, que además alcanzó también la dignidad imperial.
La alianza familiar de los denominados Austrias de Viena y Austrias de Madrid se mantuvo a lo largo de los siglos XVI y XVII, con constantes intercambios personales entre ambas ramas de la misma casa regia, cuyos integrantes no podían determinar por su lugar de nacimiento el territorio que terminarían gobernando: Fernando I (nacido en Alcalá de Henares), hermano menor de Carlos (nacido en Gante) le sustituyó como archiduque de Austria (1520 y 1521 -Tratado de Worms-) y posteriormente como emperador (1558); mientras que Felipe II (nacido en Valladolid), hijo de Carlos, fue brevemente rey consorte de Inglaterra (1554-1558) y, de forma permanente, duque de Milán, rey de Nápoles y rey en los reinos hispánicos, a los que en 1580 añadió Portugal, además de completar un imperio ultramarino "donde no se ponía el sol". Alberto, titularmente archiduque, fue sucesivamente virrey de Portugal (1583), cardenal arzobispo de Toledo (1594) y, por último (tras secularizarse y casarse con Isabel Clara Eugenia, hija de Felipe II y, por tanto, prima suya), gobernador soberano de los Países Bajos (1599-1621). Sucesivamente, otros príncipes de la familia, de Viena y de Madrid, Leopoldo y Fernando, volvieron a repetir esa peripecia vital entre el alto clero y la gobernación flamenca que, no obstante, no salía del control estratégico de la Monarquía Hispánica, de donde salían los desproporcionados recursos financieros y militares necesarios para sostenerla.
Las guerras de los siglos XVI y XVII (guerras de Italia, guerra de los campesinos alemanes, guerra de Esmalcalda, guerras habsburgo-otomanas, guerra de los Ochenta Años, guerra de los Treinta Años, guerra de Devolución) tuvieron siempre como aliados a las dos ramas de la casa Habsburgo. Además de las razones dinásticas o familiares, la razón de la continuidad de tal alianza, que siempre superó los intereses tácticos o económicos que puntualmente pudieran divergir, era la coincidencia de principios ideológicos: Desde las distintas formulaciones de la idea de Imperio de Carlos V, quedó claro que la pretensión de monarquía universal era imposible, pero al mismo tiempo quedó marcada la vocación de mantener la hegemonía europea y consolidar el predominio de la religión católica en el sur de Europa, frenando la reforma protestante en el centro de Europa (la contrarreforma).
Otro punto de coincidencia era la forma de gobernar sus Estados: burocrática, polisinodial, respetuosa con el particularismo local y estamental, y con un protocolo complejo y cerrado, de origen borgoñón, que aumentaba el prestigio de la figura del rey intensificando la separación con sus súbditos; que ha sido definida como monarquía autoritaria. Se diferenciaba especialmente de su modelo alternativo dentro de las monarquías de Antiguo Régimen: la monarquía absoluta que construyeron los Borbones en Francia: ejecutiva, centralizada, galicana y con un protocolo exuberante que hace que el rey esté constantemente presente.
La pérdida de la hegemonía europea vino con la crisis de 1640, que estuvo a punto de destruir la Monarquía Hispánica, a duras penas superviviente de los tratados de Westfalia (1640) y de los Pirineos (1659). La decadencia española (muy conectada con la asistencia militar a la rama vienesa de la dinastía, el empeño en conservar los Países Bajos Españoles y el principio rector católico de toda la política -"más papistas que el Papa", "martillo de herejes, luz de Trento, espada de Roma"-) no llevó a una decadencia similar de Austria, que, abandonada a sus propias fuerzas, se terminó convirtiendo en una potencia regional centroeuropea.
La Guerra de Sucesión Española y los tratados de Utrecht y Rastadt (1713) separaron definitivamente ambas monarquías, poniendo un Borbón (Felipe V) en el trono de Madrid y dando los territorios flamencos e italianos a Carlos de Habsburgo. Durante el siglo XVIII España se incluirá en los Pactos de Familia con Francia, mientras que Austria buscará el equilibrio con las potencias europeas emergentes (Inglaterra, Prusia y Rusia).